# Joshua Sturm
Joshua Sturm (* 6. Mai 2001) ist ein österreichischer Skirennläufer. Er gehört seit 2019 dem B-Kader des Österreichischen Skiverbandes an und ist auf die technischen Disziplinen Riesenslalom und Slalom spezialisiert.

## Biografie

### Jugend und Europacup
Joshua Sturm stammt aus Unterrain in der Gemeinde St. Leonhard im Pitztal. Sein Vater war jahrelang Ausbilder für staatlich geprüfte Skilehrer in St. Christoph am Arlberg und arbeitet heute hauptberuflich als Trainer im Benni Raich Race Center. Sturm absolvierte das Schigymnasium Stams, mit dem er einmal die Schulweltmeisterschaft in L’Aquila gewann. Sein fünf Jahre jüngerer Bruder Asaja ist im Nachwuchsbereich ebenfalls als Skirennläufer aktiv.
Sturm bestritt im Alter von 16 Jahren auf dem Pass Thurn seine ersten beiden FIS-Rennen. Nach Siegen bei Junioren- und Citizen-Rennen nahm er im Februar 2019 am Europäischen Olympischen Jugendfestival in Sarajevo teil. Im Slalom gewann er die Goldmedaille, im Mannschaftsbewerb gemeinsam mit Magdalena Egger, Lukas Feurstein und Amanda Salzgeber Silber, im Riesenslalom wurde er Fünfter. Bei seinen ersten Juniorenweltmeisterschaften im Fassatal verpasste er als Slalomvierter nur knapp einen weiteren Medaillengewinn. Nach ersten Platzierungen in den Europacup-Punkterängen gewann er bei den Juniorenweltmeisterschaften in Bansko hinter Benjamin Ritchie und Fadri Janutin die Slalom-Bronzemedaille. Anfang Jänner 2022 feierte er in Berchtesgaden seinen ersten Europacupsieg, bei den darauffolgenden Juniorenweltmeisterschaften in Panorama belegte er die Ränge fünf und sieben im Slalom und Riesenslalom, mit der Mannschaft holte er die Silbermedaille.

### Weltcup
Am 12. Dezember 2021 gab Sturm im Slalom auf der Face de Bellevarde sein Weltcup-Debüt. Ende März 2023 kürte er sich in Hinterstoder als erster Österreicher seit Johannes Strolz sechs Jahre zuvor in beiden technischen Disziplinen zum Staatsmeister. Im folgenden Dezember gewann er mit Rang 23 im zweiten Riesenslalom auf der Gran Risa seine ersten Weltcup-Punkte. Anfang Februar 2024 gelang ihm dies erstmals auch im Slalom mit Rang 25 in Chamonix.
Am 24. September 2024 zog sich Sturm beim Training einen Teilabriss der Oberschenkelmuskulatur zu, wodurch er für sechs Wochen ausfiel.

## Erfolge

### Weltcup
- 3 Platzierungen unter den besten 30

### Weltcupwertungen
| Saison  | Gesamt | Gesamt | Riesenslalom | Riesenslalom | Slalom | Slalom |
| Saison  | Platz  | Punkte | Platz        | Punkte       | Platz  | Punkte |
| ------- | ------ | ------ | ------------ | ------------ | ------ | ------ |
| 2023/24 | 111.   | 24     | 48.          | 8            | 44.    | 16     |

### Europacup
- 2021/22: 6. Slalomwertung
- 4 Podestplätze, davon 1 Sieg:

| Datum          | Ort           | Land        | Disziplin |
| -------------- | ------------- | ----------- | --------- |
| 7. Jänner 2022 | Berchtesgaden | Deutschland | Slalom    |

### South American Cup
- Saison 2023: 9. Gesamtwertung, 5. Slalomwertung, 8. Riesenslalomwertung
- 3 Podestplätze, davon 1 Sieg:

| Datum              | Ort          | Land        | Disziplin |
| ------------------ | ------------ | ----------- | --------- |
| 13. September 2023 | Cerro Castor | Argentinien | Slalom    |

### Juniorenweltmeisterschaften
- Fassatal 2019: 4. Slalom
- Bansko 2021: 3. Slalom, 6. Riesenslalom
- Panorama 2022: 2. Mannschaftswettbewerb, 5. Slalom, 7. Riesenslalom

### Weitere Erfolge
- 2 österreichische Meistertitel (Riesenslalom und Slalom 2023)
- Gold beim Europäischen Olympischen Winter-Jugendfestival 2019 im Slalom
- 4 Siege in FIS-Rennen